# إدوارد سيمبسون (ضابط)
إدوارد سيمبسون (بالإنجليزية: Edward Simpson)‏ هو ضابط أمريكي، ولد في 3 مارس 1824 في نيويورك في الولايات المتحدة، وتوفي في 1 ديسمبر 1888 في واشنطن العاصمة في الولايات المتحدة.